# أبديرس
أبديرس أو أبديروس (ابن المعركة) في الأساطير اليونانية هو ابن الإله هرمس (باللاتينية: Hermes) وأبوس (باللاتينية: Opus) وهو العشيق الذكر لهرقل.

## الأسطورة
وقد أرسله هرقل لمراقبة الخيول التي تتقوت بلحم البشر وكان عددها أربعة خيول يملكها ديوميدس (باللاتينية: Diomedes) ملك تراقية (باللاتينية: Thrace). وعندما اكتشف هرقل أن الخيول أكلت حبيبه ذهب إلى هناك بمفرده وأطعم الخيول بلحم ديوميدس نفسه، فهدأت الخيول بعد هياج وانقادت له. وترتبط هذه الأسطورة بتأسيس مدينة أبديرة (باللاتينية: Abdera) التي بناها هرقل تخليداً لذكرى حبيبه.